# Kombispel
Kombispel är ett svenskt spelbolag som ägs av A-lotterierna, som i sin tur ägs av Socialdemokraterna och SSU. Bland företagets produkter återfinns prenumerationslotterierna Kombilotteriet, Drömreselotteriet och Motorlotteriet samt skraplotterna Femman och Glädjelotten. Under 2012 lanserade bolaget bingo online på kombispel.se.

## Produkter och verksamhet

### Kombilotteriet
Kombilotteriet är ett prenumerationslotteri och Kombispels mest framgångsrika produkt. På senare år har lotteriet fått efterföljare i form av Drömreselotteriet och Motorlotteriet. Prenumerationslotterierna har en gemensam vinstplan med 225 000 lotter i månaden. Lotteriet har störst miljonchans bland de svenska lotterierna. Överskottet går till Socialdemokraterna och Sveriges Socialdemokratiska Ungdomsförbund (SSU). Intäkterna från spelvinsterna bedöms vara enormt viktiga för socialdemokratin.

### Skraplotter
Kombispel har i dagsläget två skraplotter till försäljning ute hos ombuden; Femman och Glädjelotten. Lotterna säljs till förmån för SAP, SSU, Socialdemokratiska Kvinnoförbundet samt Socialdemokrater för Tro och Solidaritet.

### Miljonquiz
Miljonquiz är en kombination mellan frågesport och lotteri som grundades 2023. Vinstandelen på lotteriet är 50%.

## Mediegranskningar
Dagens Nyheter har under 2000-talet publicerat flera reportage om Kombispel och dess ägare A-lotterierna. I början av september 2024 rapporterade DN att Kombispel hade anlitat ett externt företag som skötte försäljningen av lotterna. Ett telemarketingföretag i Barcelona anklagades för ytterst tveksamma affärsmetoder i jakt på nya kunder; försäljarna hade siktat in sig på äldre människor, eller i övrigt försvarslösa personer. Det kom att kallas "Lotteriskandalen". Socialdemokraterna kallade till pressträff 13 september där partisekreteraren Tobias Baudin meddelade att verkställande direktören hade avskedats med omedelbar verkan samt att sittande styrelse fick avgå, samt att bolaget hade kallat till extrastämma där en ny styrelse skulle väljas. Kombispel uteslöts ur branschorganisationen Kontakta som följd av skandalen.